# Westeel
Westeel ist ein im 14. Jahrhundert untergegangenes Dorf im Bereich der Leybucht. An seiner Stelle wurde im 20. Jahrhundert der Ort Süderpolder errichtet, der 1939 in Erinnerung an die verschwundene Gemeinde den Namen Neuwesteel erhielt.

## Geschichte
Westeel war ein begütertes Marktdorf und der Hauptsitz der Häuptlingsfamilie Manninga, die auch über Besitzungen in Lütetsburg, Bargebur (alter Ortsname: Bergum) und Pewsum verfügte. Es sollen fünf Goldschmiede in Westeel ihr Auskommen gefunden haben.
Die erste Dionysiusflut am 8./9. Oktober 1373 leitete den Untergang ein. Die Fluten von 1375 und 1377 zerstörten das Land weiter, so dass es ausgedeicht werden musste. Die Kirchenruine konnte man noch viele Jahre nach der verheerenden Flut sehen. Dann wurde sie endgültig abgerissen. Eine Schenkungsurkunde vom 24. März 1387 belegt, dass die Steine des Westeeler Gotteshauses beim Wiederaufbau der durch einen Brand beschädigten Kirche in Marienhafe Verwendung gefunden haben.
Im Laufe der Zeit wurde das Gebiet wieder eingedeicht und gehört heute zur Stadt Norden. Heute befindet sich dort der Süder-Charlotten-Polder. Beim Pflügen kommen am westlichen Rand des Dorfes Osteel gelegentlich Mauersteine zutage, die als Hinweis auf das untergegangene Dorf gedeutet werden. Dessen Zentrum soll in der Nähe eines ehemals Kerkenriede genannten Wasserlaufs bei der Warf von Hohebeer gelegen haben. Insgesamt bestand Westeel wohl aus sieben Warften.